# دانيال فانجير
دانيال فانجير (11 أغسطس 1988 بسويسرا - ) هو لاعب كرة قدم سويسري في مركز الدفاع. لعب مع نادي آراو ونادي كرينز ونادي لوزيرن.

## وصلات خارجية
- دانيال فانجير على موقع قاعدة بيانات كرة القدم.إي يو (الإنجليزية)
- دانيال فانجير على موقع Soccerway.com (الإنجليزية)